# نازك العابد
نازك العابد (1887-1959) وتعرف أيضًا باسم نازك العابد بيهم، مُناضلة سورية من دمشق، قادت الحركة النسائية وطالبت بإعطاء المرأة السورية حقوقها السّياسية. لَعِبت دوراً ريادياً في تأسيس عدد من المطبوعات والجمعيات النسائية، وشاركت في معركة ميسلون ضد الاحتلال الفرنسي، بصفتها رئيسة جمعية النجمة الحمراء التي سبقت منظمة الهلال الأحمر السوري.

## البداية
ولِدت نازك العابد في دمشق لأُسرة سياسية عريقة، سكنت حي الميدان خارج أسوار المدينة القديمة، وتعود أصول العائلة إلى مدينة معرة النعمان في محافظة إدلب حاليًا، وهاجرت إلى جنوب دمشق في القرن الثامن عشر. كان والدها مصطفى باشا العابد مُتصرفاً على الكرك ثم على الموصل، وكان عَمها أحمد عزت باشا العابد مستشاراً للسلطان عبد الحميد الثاني.
دَرَست في مدارس دمشق والموصل، وتَعلّمت اللغات الألمانية والفرنسية على يد مُدرسين خصوصيين. وعند نفي والدها إلى تركيا بعد الانقلاب على السلطان عبد الحميد الثاني، دَخَلت إلى المدرسة الأميركية في إزمير، حيث تَعَلّمت التصوير الضوئي وفن الرسم.

## العمل في الصحافة
قبل اندلاع الحرب العالمية الأولى، ظهرت مجلة العروس في سورية، وهي أول مطبوعة عربية تنادي بحقوق المرأة، أسستها الأديبة الدمشقية ماري عجمي في حمص عام 1910. اشتركت العابد بهذه المجلة، وصارت تتابع أعدادها بشَغف، لما فيها من أبواب ممتعة عن الأدب والتاريخ وشؤون الأسرة وتربية الأطفال، إضافة للفكاهات والنوادر. كانت مجلة العروس منارة التحرر في بلاد الشام، تهدف، بحسب تعبير مؤسِستها، إلى «تحرير المرأة من قيودها والرجل من جموده».
انضمت العابد إلى أسرة مجلة العروس، حيث كان جميع العاملات من النساء، يكتُبن مع ماري عجمي بالسِرّ ويوقّعن مقالاتهن بأسماء مستعارة، لكي لا يُثرْن غضب المجتمع الذكوري المُحيط بهن. وقد استقطبت مجلة العروس أشهر أدباء ذلك العصر مثل جبران خليل جبران وإيليا أبو ماضي من لبنان، وأحمد شوقي وعباس محمود العقاد من مصر، ومعروف الرصافي من العراق، وكانت مقالات العابد تَصدر دورياً بين مقالات هؤلاء الكبار.

## في عهد الملك فيصل الأول
بعد زوال الحكم التركي عادت العابد إلى دمشق وأسست جمعية نور الفيحاء لتَعليم البنات، وأرفقتها بمجلة دورية حَملت ذات الاسم، صَدر عددها الأول في كانون الثاني عام 1920. طَلبت مقابلة حاكم البلاد الجديد، الأمير فيصل بن الحسين، المعروف عنه دعمه للحركة النسائية في سورية، وقدمت له مشروعاً لتأسيس مَدرسة لبنات الشهداء، طالبة الدعم المعنوي والمادي من الدولة السورية. وافق فيصل على الفكرة وقدم لها أرضاً في طريق الصالحية لإقامة المشروع وخُصصت له معونة شهرية مقدارها 75 دينار.

## جمعية النجمة الحمراء
وفي عهد الأمير فيصل وبدَعم مباشر منه ومن زوجته الملكة حُزيمة بنت ناصر، أسست العابد جمعية النجمة الحمراء في دمشق، التي سبقت منظمة الهلال الأحمر السورية، وكانت تُعنى بجرحى الحرب العالمية الأولى من السوريين ولها ارتباط مباشر بمنظمة الصليب الأحمر الدولية.

## مقابلة لجنة كينغ كراين الأميركية
في صيف عام 1919، وصلت لجنة أميركية إلى سورية، هدفها معرفة مشاعر الشعب السوري ورأي أبنائه الصريح تجاه فكرة فرض انتداب فرنسي على بلادهم، حسب ما جاء في اتفاقية سايكس بيكو الموقعة خلال الحرب بين الحكومتين البريطانية والفرنسية. أُرسلت اللجنة إلى سورية بطلب من الرئيس الأميركي وودرو ويلسون، الذي كان قد اجتمع مع الأمير فيصل في مؤتمر الصلح في باريس مطلع عام 1919. اجتمعت اللجنة مع شرائح واسعة ومُختلفة من المجتمع السوري وكانت العابد من ضمنهم، ممثلة عن الحركة النسائية الدمشقية. ولشدة تَحَررها، قامت برفع الحجاب عن وجهها خلال مقابلتها الدبلوماسيين الأميركيين.

## في معركة ميسلون
بعد مغادرة أعضاء اللجنة دمشق، بدأ الجيش الفرنسي المرابط على الساحل السوري بالزحف باتجاه العاصمة السورية، بهدف خلع الأمير فيصل عن العرش وفرض الانتداب بقُوّة السلاح. تَطوعت العابد للذهاب إلى معركة ميسلون مع الجيش السوري، بصفتها رئيسة جمعية النجمة الحمراء، وبارك الأمير فيصل خطوتها. نزلت العابد إلى ميدان المعركة يوم 24 تموز 1920، وجالت شوارع دمشق مع الجنود السوريين، رافعة المنديل عن وجهها، وهي ترتدي البزة العسكرية وتقف إلى جانب وزير الحربية يوسف العظمة.

## جنرال فخري في الجيش السوري
وكان آخر قرار للأمير فيصل قبل مغادرته دمشق هو إطلاق لقب «جنرال فخري» على نازك العابد، بالرغم من معارضة الكثير من رجال الدين، بحجة أنها عَرضت مفاتنها على الناس وكان أنفع لها أن تبقى في منزلها ولا تتدخل في شؤون حربية ليست من اختصاص النساء. بررت خروجها من المنزل بأنها حَصلت على موافقة من أبيها واتخذت من زوجات النبي قدوة حسنة، اللواتي شاركنه في معارك المسلمين. وقالت لمنتقديها: «أنا ذاهبة إلى جهاد مُقدس، وليس إلى مَرقص!» أما بقية الناس، فقد تغنوا ببطولاتها، وسماها البعض «خولة» (في إشارة إلى خولة بنت الأزور)، وقال آخرون إنها "جان دارك سورية."

## العابد بعد احتلال دمشق عام 1920
بعد هزيمة الجيش السوري في ميسلون واحتلال مدينة دمشق من قبل الجيش الفرنسي، توارت نازك العابد عن الأنظار، وعاشت بين إسطنبول وعمّان. عادت بعدها إلى دمشق ونشطت مجدداً في الحقلين العِلمي والإنساني، فحاولت حكومة الانتداب استمالتها وعَرضت عليها مبلغ 100 جنيه إنكليزي شهرياً، دعماً لمدرستها (مدرسة بنات الشهداء) شرط أن تَعمل لصالحهم، ولكنها رفضت.

## الزواج والانتقال إلى بيروت
تزوجت نازك العابد من الوجيه اللبناني محمد جميل بيهم وانتقلت للعيش في بيروت ولكن نشاطها التحرري لم يتوقف. في لبنان، أسست عصبة المرأة العاملة وجمعية إخوان الثقافة وبعد حرب فلسطين عام 1948، أنشأت جمعية تأمين اللاجئ الفلسطيني في بيروت وانتُخبت رئيساً لمجلس إدارتها.

## الوفاة
توفّيت نازك العابد في بيروت عام 1959، عن عمر ناهز 72 عاماً.

## وصلات خارجية
- نازك العابد.. منسيةً من المؤرخين وصنّاع الدراما
- نازك العابد.. جان دارك سوريا وأول عسكرية في الجيش
- نازك العابد - الموسوعة الدمشقية